# Нижні Ташли
Нижні Ташли́ (рос. Нижние Ташлы, башк. Түбәнге Ташлы) — село у складі Шаранського району Башкортостану, Росія. Адміністративний центр Нижньоташлинської сільської ради.
Населення — 443 особи (2010; 554 у 2002).
Національний склад:
- башкири — 63 %
- татари — 36 %